# 大明山榕
大明山榕（学名：Ficus daimiaoshanensis）是桑科榕属的植物，是中国的特有植物。分布在中国大陆的广西、湖南等地，一般生长在岭顶岩石间，目前已由人工引种栽培。

## 别名
牛乳子树